# Hongarije op het Europees kampioenschap voetbal 2020
Hongarije was een van de deelnemende landen aan het Europees kampioenschap voetbal 2020. Het was de vierde deelname voor het land. Marco Rossi was de bondscoach. Hongarije werd uitgeschakeld in de groepsfase.

## Kwalificatie

### Kwalificatieduels
|                                                |                     |         |           |                                                                                               |
| 21 maart 2019 «onderlinge duels» 20.45 (UTC+1) | Slowakije           | 2 − 0   | Hongarije | Štadión Antona Malatinského, Trnava Toeschouwers: 14.235 Scheidsrechter: Vladislav Bezborodov |
| 21 maart 2019 «onderlinge duels» 20.45 (UTC+1) | Duda 42' Rusnák 85' | Verslag |           | Štadión Antona Malatinského, Trnava Toeschouwers: 14.235 Scheidsrechter: Vladislav Bezborodov |

|                                                |                       |         |           |                                                                               |
| 24 maart 2019 «onderlinge duels» 18.00 (UTC+1) | Hongarije             | 2 − 1   | Kroatië   | Groupama Arena, Boedapest Toeschouwers: 19.400 Scheidsrechter: William Collum |
| 24 maart 2019 «onderlinge duels» 18.00 (UTC+1) | Szalai 34' Pátkai 76' | Verslag | 13' Rebić | Groupama Arena, Boedapest Toeschouwers: 19.400 Scheidsrechter: William Collum |

|                                              |              |         |                           |                                                                      |
| 8 juni 2019 «onderlinge duels» 20.00 (UTC+4) | Azerbeidzjan | 1 − 3   | Hongarije                 | Bakcell Arena, Bakoe Toeschouwers: 10.450 Scheidsrechter: Kevin Blom |
| 8 juni 2019 «onderlinge duels» 20.00 (UTC+4) | Emreli 69'   | Verslag | 18', 53' Orban 71' Holman | Bakcell Arena, Bakoe Toeschouwers: 10.450 Scheidsrechter: Kevin Blom |

|                                               |            |         |       |                                                                          |
| 11 juni 2019 «onderlinge duels» 20.45 (UTC+2) | Hongarije  | 1 − 0   | Wales | Groupama Arena, Boedapest Toeschouwers: 18.350 Scheidsrechter: Matej Jug |
| 11 juni 2019 «onderlinge duels» 20.45 (UTC+2) | Pátkai 80' | Verslag |       | Groupama Arena, Boedapest Toeschouwers: 18.350 Scheidsrechter: Matej Jug |

|                                                   |                |         |                     |                                                                                    |
| 9 september 2019 «onderlinge duels» 20.45 (UTC+2) | Hongarije      | 1 − 2   | Slowakije           | Groupama Arena, Boedapest Toeschouwers: 21.700 Scheidsrechter: Antonio Mateu Lahoz |
| 9 september 2019 «onderlinge duels» 20.45 (UTC+2) | Szoboszlai 50' | Verslag | 40' Mak 56' Boženík | Groupama Arena, Boedapest Toeschouwers: 21.700 Scheidsrechter: Antonio Mateu Lahoz |

|                                                  |                             |         |                       |                                                                          |
| 10 oktober 2019 «onderlinge duels» 20.45 (UTC+2) | Kroatië                     | 3 − 0   | Hongarije             | Poljudstadion, Split Toeschouwers: 32.110 Scheidsrechter: Daniele Orsato |
| 10 oktober 2019 «onderlinge duels» 20.45 (UTC+2) | Modrić 5' Petković 24', 42' | Verslag | 19', 57' Kleinheisler | Poljudstadion, Split Toeschouwers: 32.110 Scheidsrechter: Daniele Orsato |

|                                                  |            |         |              |                                                                              |
| 13 oktober 2019 «onderlinge duels» 18.00 (UTC+2) | Hongarije  | 1 − 0   | Azerbeidzjan | Groupama Arena, Boedapest Toeschouwers: 11.300 Scheidsrechter: Dennis Higler |
| 13 oktober 2019 «onderlinge duels» 18.00 (UTC+2) | Korhut 10' | Verslag |              | Groupama Arena, Boedapest Toeschouwers: 11.300 Scheidsrechter: Dennis Higler |

|                                                 |                 |         |           |                                                                                   |
| 19 november 2019 «onderlinge duels» 19.45 (UTC) | Wales           | 2 − 0   | Hongarije | Cardiff City Stadium, Cardiff Toeschouwers: 31.762 Scheidsrechter: Ovidiu Haţegan |
| 19 november 2019 «onderlinge duels» 19.45 (UTC) | Ramsey 15', 47' | Verslag |           | Cardiff City Stadium, Cardiff Toeschouwers: 31.762 Scheidsrechter: Ovidiu Haţegan |

| Nr. | Land         | GW | W | G | V | DV | DT | DS  | Ptn |
| --- | ------------ | -- | - | - | - | -- | -- | --- | --- |
| 1   | Kroatië      | 8  | 5 | 2 | 1 | 17 | 7  | +10 | 20  |
| 2   | Wales        | 8  | 4 | 2 | 2 | 10 | 6  | +4  | 14  |
| 3   | Slowakije    | 8  | 4 | 1 | 3 | 13 | 11 | +2  | 13  |
| 4   | Hongarije    | 8  | 4 | 0 | 4 | 8  | 11 | -3  | 12  |
| 5   | Azerbeidzjan | 8  | 0 | 1 | 7 | 5  | 18 | -13 | 1   |

### Play-offs

#### Halve finale
|                                                 |           |         |                                  |                                                                                            |
| 8 oktober 2020 «onderlinge duels» 21.45 (UTC+3) | Bulgarije | 1 − 3   | Hongarije                        | Vasil Levski Nationaal Stadion, Sofia Toeschouwers: 1.929 Scheidsrechter: Szymon Marciniak |
| 8 oktober 2020 «onderlinge duels» 21.45 (UTC+3) | Jomov 89' | Verslag | 17' Orban 47' Kalmár 75' Nikolić | Vasil Levski Nationaal Stadion, Sofia Toeschouwers: 1.929 Scheidsrechter: Szymon Marciniak |

#### Finale
|                                                   |                           |         |                   |                                                                       |
| 12 november 2020 «onderlinge duels» 20.45 (UTC+1) | Hongarije                 | 2 − 1   | IJsland           | Puskás Aréna, Boedapest Toeschouwers: 0 Scheidsrechter: Björn Kuipers |
| 12 november 2020 «onderlinge duels» 20.45 (UTC+1) | Nego 88' Szoboszlai 90+2' | Verslag | 11' G. Sigurðsson | Puskás Aréna, Boedapest Toeschouwers: 0 Scheidsrechter: Björn Kuipers |

## EK-voorbereiding

### Wedstrijden
|                                              |             |       |        |                                                                               |
| 4 juni 2021 «onderlinge duels» 20.00 (UTC+2) | Hongarije   | 1 – 0 | Cyprus | Szusza Ferencstadion, Boedapest Toeschouwers: 7.500 Scheidsrechter: Matej Jug |
| 4 juni 2021 «onderlinge duels» 20.00 (UTC+2) | Schäfer 36' |       |        | Szusza Ferencstadion, Boedapest Toeschouwers: 7.500 Scheidsrechter: Matej Jug |

|                                              |           |       |         |                                                                  |
| 8 juni 2021 «onderlinge duels» 20.00 (UTC+2) | Hongarije | 0 – 0 | Ierland | Szusza Ferencstadion, Boedapest Scheidsrechter: Daniel Stefański |
| 8 juni 2021 «onderlinge duels» 20.00 (UTC+2) |           |       |         | Szusza Ferencstadion, Boedapest Scheidsrechter: Daniel Stefański |

## Het Europees kampioenschap
De loting vond plaats op 30 november 2019 in Boekarest. Hongarije werd ondergebracht in groep F, samen met Portugal, Frankrijk en Duitsland.

### Uitrustingen
Sportmerk: adidas
| Thuis | Uit | Doelman |

### Selectie en statistieken
| Nr. | Naam                | Geboortedatum | GW |   |   |   |   |   |   | Club             | Positie(s) |
| --- | ------------------- | ------------- | -- | - | - | - | - | - | - | ---------------- | ---------- |
| 1   | Péter Gulácsi       | 11-05-1992    | 3  | 0 | 0 | 0 | 0 | 0 | 0 | RB Leipzig       | GK         |
| 2   | Ádám Lang           | 17-01-1993    | 0  | 0 | 0 | 0 | 0 | 0 | 0 | Omonia Nicosia   | CB         |
| 3   | Ákos Kecskés        | 04-01-1996    | 0  | 0 | 0 | 0 | 0 | 0 | 0 | FC Lugano        | CB         |
| 4   | Attila Szalai       | 20-01-1998    | 3  | 0 | 0 | 0 | 0 | 0 | 0 | Fenerbahçe       | CB         |
| 5   | Attila Fiola        | 17-02-1990    | 3  | 1 | 1 | 0 | 0 | 0 | 2 | MOL Fehérvár     | RB         |
| 6   | Willi Orban         | 03-11-1992    | 3  | 0 | 1 | 0 | 0 | 0 | 0 | RB Leipzig       | CB         |
| 7   | Loïc Nego           | 15-01-1991    | 3  | 0 | 1 | 0 | 0 | 1 | 0 | MOL Fehérvár     | RB, RW     |
| 8   | Ádám Nagy           | 17-06-1995    | 3  | 0 | 0 | 0 | 0 | 0 | 1 | Bristol City     | DM, CM     |
| 9   | Ádám Szalai         | 09-12-1987    | 3  | 1 | 1 | 0 | 0 | 0 | 2 | Mainz 05         | CF         |
| 10  | Tamás Cseri         | 15-01-1988    | 1  | 0 | 0 | 0 | 0 | 1 | 0 | Mezőkövesd-Zsóry | LW         |
| 11  | Filip Holender      | 27-07-1994    | 0  | 0 | 0 | 0 | 0 | 0 | 0 | FK Partizan      | RW, CF     |
| 12  | Dénes Dibusz        | 16-11-1990    | 0  | 0 | 0 | 0 | 0 | 0 | 0 | Ferencvárosi TC  | GK         |
| 13  | András Schäfer      | 13-04-1999    | 3  | 1 | 0 | 0 | 0 | 0 | 2 | Dunajská Streda  | CM         |
| 14  | Gergő Lovrencsics   | 01-09-1988    | 3  | 0 | 0 | 0 | 0 | 2 | 0 | Ferencvárosi TC  | RB, RW     |
| 15  | László Kleinheisler | 08-04-1994    | 3  | 0 | 0 | 0 | 0 | 0 | 3 | NK Osijek        | AM, LW, RW |
| 16  | Dániel Gazdag       | 02-03-1996    | 0  | 0 | 0 | 0 | 0 | 0 | 0 | Budapest Honvéd  | AM         |
| 17  | Roland Varga        | 23-01-1990    | 1  | 0 | 0 | 0 | 0 | 1 | 0 | MTK Boedapest    | CF, RW     |
| 18  | Dávid Sigér         | 30-11-1990    | 1  | 0 | 0 | 0 | 0 | 1 | 0 | Ferencvárosi TC  | CM         |
| 19  | Kevin Varga         | 30-06-1996    | 2  | 0 | 0 | 0 | 0 | 2 | 0 | Kasımpaşa        | LW         |
| 20  | Roland Sallai       | 22-05-1997    | 3  | 0 | 0 | 0 | 0 | 0 | 2 | SC Freiburg      | AM, RW     |
| 21  | Endre Botka         | 25-08-1994    | 3  | 0 | 2 | 0 | 0 | 0 | 0 | Ferencvárosi TC  | RB         |
| 22  | Ádám Bogdán         | 27-09-1987    | 0  | 0 | 0 | 0 | 0 | 0 | 0 | Ferencvárosi TC  | GK         |
| 23  | Nemanja Nikolić     | 31-12-1987    | 2  | 0 | 0 | 0 | 0 | 2 | 0 | MOL Fehérvár     | CF         |
| 24  | Szabolcs Schön      | 27-09-2000    | 2  | 0 | 0 | 0 | 0 | 2 | 0 | FC Dallas        | LW         |
| 25  | János Hahn          | 15-03-1995    | 0  | 0 | 0 | 0 | 0 | 0 | 0 | Paksi SE         | CF         |
| 26  | Bendegúz Bolla      | 22-11-1999    | 0  | 0 | 0 | 0 | 0 | 0 | 0 | MOL Fehérvár     | RB         |

### Wedstrijden
| Nr. | Land      | GW | W | G | V | DV | DT | DS | Ptn |
| --- | --------- | -- | - | - | - | -- | -- | -- | --- |
| 1   | Frankrijk | 3  | 1 | 2 | 0 | 4  | 3  | +1 | 5   |
| 2   | Duitsland | 3  | 1 | 1 | 1 | 6  | 5  | +1 | 4   |
| 3   | Portugal  | 3  | 1 | 1 | 1 | 7  | 6  | +1 | 4   |
| 4   | Hongarije | 3  | 0 | 2 | 1 | 3  | 6  | -3 | 2   |

#### Groepsfase
|                                               |           |                                         |          |                                                                           |
| 15 juni 2021 «onderlinge duels» 18:00 (UTC+2) | Hongarije | 0 – 3                                   | Portugal | Puskás Aréna, Boedapest Toeschouwers: 55.662 Scheidsrechter: Cüneyt Çakır |
| 15 juni 2021 «onderlinge duels» 18:00 (UTC+2) |           | 84' Guerreiro 87' (pen.), 90+2' Ronaldo |          | Puskás Aréna, Boedapest Toeschouwers: 55.662 Scheidsrechter: Cüneyt Çakır |

|                                               |             |       |               |                                                                             |
| 19 juni 2021 «onderlinge duels» 15:00 (UTC+2) | Hongarije   | 1 – 1 | Frankrijk     | Puskás Aréna, Boedapest Toeschouwers: 55.998 Scheidsrechter: Michael Oliver |
| 19 juni 2021 «onderlinge duels» 15:00 (UTC+2) | Fiola 45+2' |       | 66' Griezmann | Puskás Aréna, Boedapest Toeschouwers: 55.998 Scheidsrechter: Michael Oliver |

|                                               |                          |       |                            |                                                                             |
| 23 juni 2021 «onderlinge duels» 21:00 (UTC+2) | Duitsland                | 2 – 2 | Hongarije                  | Allianz Arena, München Toeschouwers: 12.413 Scheidsrechter: Sergej Karasjov |
| 23 juni 2021 «onderlinge duels» 21:00 (UTC+2) | Havertz 66' Goretzka 84' |       | 11' Ád. Szalai 68' Schäfer | Allianz Arena, München Toeschouwers: 12.413 Scheidsrechter: Sergej Karasjov |

MLSZ · A-internationals · Selecties · Bondscoaches · Hongaars vrouwenelftal · Olympisch elftal · Hongarije U21 · Hongarije U20 · Hongarije U19 · Hongarije U18 · Hongarije U17 · Hongarije U16
1902 – 1919 · 
1920 – 1929 · 
1930 – 1939 · 
1940 – 1949 · 
1950 – 1959 · 
1960 – 1969 · 
1970 – 1979 · 
1980 – 1989 · 
1990 – 1999 · 
2000 – 2009 · 
2010 – 2019 ·
2020 − 2029
EK's:
1964 · 
1972 · 
2016 ·
2020 ·
2024
WK's:
1934 · 
1938 · 
1954 · 
1958 · 
1962 · 
1966 · 
1978 · 
1982 · 
1986
OS:
1912 · 
1924 · 
1936 · 
1952 · 
1960 · 
1964 · 
1968 · 
1972 · 
1996
1902 · 
1903 · 
1904 · 
1905 · 
1906 · 
1907 · 
1908 · 
1909 · 
1910 · 
1911 · 
1912 · 
1913 · 
1914 · 
1915 · 
1916 · 
1917 · 
1918 · 
1919 · 
1920 · 
1921 · 
1922 · 
1923 · 
1924 · 
1925 · 
1926 · 
1927 · 
1928 · 
1929 · 
1930 · 
1931 · 
1932 · 
1933 · 
1934 · 
1935 · 
1936 · 
1937 · 
1938 · 
1939 · 
1940 · 
1941 · 
1942 · 
1943 · 
1944 · 
1945 · 
1946 · 
1947 · 
1948 · 
1949 · 
1950 · 
1952 · 
1952 · 
1953 · 
1954 · 
1955 · 
1956 · 
1957 · 
1958 · 
1959 · 
1960 · 
1961 · 
1962 · 
1963 · 
1964 · 
1965 · 
1966 · 
1967 · 
1968 · 
1969 · 
1970 · 
1971 · 
1972 · 
1973 · 
1974 · 
1975 · 
1976 · 
1977 · 
1978 · 
1979 · 
1980 · 
1981 · 
1982 · 
1983 · 
1984 · 
1985 · 
1986 · 
1987 · 
1988 · 
1989 · 
1990 · 
1991 · 
1992 · 
1993 · 
1994 · 
1995 · 
1996 · 
1997 · 
1998 · 
1999 · 
2000 · 
2001 · 
2002 · 
2003 · 
2004 · 
2005 · 
2006 · 
2007 · 
2008 · 
2009 · 
2010 · 
2011 · 
2012 · 
2013 · 
2014 · 
2015 ·
2016 ·
2017 ·
2018 ·
2019 ·
2020 ·
2021 ·
2022 ·
2023 ·
2024
Albanië ·
Algerije ·
Andorra · 
Antigua en Barbuda ·
Argentinië ·
Armenië ·
Australië ·
Azerbeidzjan ·
België ·
Bohemen ·
Bolivia ·
Bosnië en Herzegovina ·
Brazilië ·
Bulgarije ·
Canada ·
Chili ·
China ·
Colombia ·
Costa Rica ·
Cyprus ·
Denemarken ·
DDR ·
Duitsland ·
Egypte ·
El Salvador ·
Engeland ·
Estland ·
Faeröer ·
Finland ·
Frankrijk ·
Georgië ·
Griekenland ·
Ierland ·
IJsland ·
India ·
Iran ·
Israël ·
Italië ·
Ivoorkust ·
Japan ·
Joegoslavië ·
Jordanië ·
Kazachstan · 
Koeweit ·
Kosovo · 
Kroatië ·
Letland ·
Libanon ·
Liechtenstein ·
Litouwen ·
Luxemburg ·
Malta ·
Mexico ·
Moldavië ·
Montenegro ·
Nederland ·
Nederlands-Indië ·
Nieuw-Zeeland ·
Noord-Ierland ·
Noord-Macedonië ·
Noorwegen ·
Oekraïne ·
Oostenrijk ·
Paraguay ·
Peru ·
Polen ·
Portugal ·
Qatar ·
Roemenië ·
Rusland ·
San Marino ·
Saoedi-Arabië ·
Schotland ·
Servië ·
Slovenië ·
Slowakije ·
Sovjet-Unie ·
Spanje ·
Tsjechië ·
Tsjecho-Slowakije ·
Turkije ·
Uruguay ·
Verenigde Arabische Emiraten ·
Verenigde Staten ·
Verenigd Koninkrijk ·
Wales ·
Wit-Rusland ·
Zuid-Korea ·
Zweden ·
Zwitserland
Brazilië (1954) · 
Duitsland (2021) ·
Frankrijk (2021) · 
IJsland (2016) · 
Italië (1938) · 
Oostenrijk (2016) · 
Portugal (2021) · 
West-Duitsland (1954, 2)
1 Gulácsi ·
2 Lang ·
3 Kecskés ·
4 Attila Szalai ·
5 Fiola ·
6 Orban ·
7 Nego ·
8 Nagy ·
9 Ádám Szalai  ·
10 Cseri ·
11 Holender ·
12 Dibusz ·
13 Schäfer ·
14 Lovrencsics ·
15 Kleinheisler ·
16 Gazdag ·
17 R. Varga ·
18 Sigér ·
19 K. Varga ·
20 Sallai ·
21 Botka ·
22 Bogdán ·
23 Nikolić ·
24 Schön ·
25 Hahn ·
26 Bolla ·
Coach: Rossi